# ばばひさし
ばば ひさし（1937年2月28日 - ）は日本の絵本作家。東京都出身。血液型はO型。

## 主な作品
- 『こんがらかった』「年少版こどものとも」72号（1983年福音館書店）
- 『えんそく1・2・3』（1987年フレーベル館）（文：こわせたまみ）

| スタブアイコン | サブスタブ | この項目は、まだ閲覧者の調べものの参照としては役立たない、文人（小説家・詩人・歌人・俳人・作詞家・作家・放送作家・随筆家（コラムニスト）・文芸評論家）に関連した書きかけの項目です。この項目を加筆・訂正などしてくださる協力者を求めています（P:文学/PJ:作家）。 |